# Klaus-Dieter Osswald
 Klaus-Dieter Osswald (* 13. Mai 1937 in Schönau im Schwarzwald; † 28. Oktober 2023) war ein deutscher Soziologe und Politiker (SPD).

## Leben und Beruf
Osswald studierte Geschichte, Germanistik, Romanistik, Soziologie und Politik in Basel, Freiburg und Paris. Von 1960 bis 1962 war er Lehrer an einem Institut, später war er in Kiel, am John F. Kennedy Memorial Fellowships in Cambridge und an der University of Windsor in Ontario tätig. In Quebec erlangte er 1969 den Grad des Professors. 1970 kehrte er in die Heimat zurück und übernahm eine Professur für Soziologie an der Pädagogischen Hochschule in Freiburg. Das Lehramt übte er bis 2008 aus. Daneben verfasste er Publikationen zu Politikern, Umwelt und Entwicklungshilfe.
22 Jahre lang war Osswald Vorsitzender des Ortsvereins Haltingen des Deutschen Roten Kreuzes, außerdem war er Gründungsmitglied des Tennisclubs Haltingen. In seiner aktiven Zeit spielte er bei mehreren Vereinen Fußball.
Zuletzt lebte Osswald in einem Pflegeheim in Freudenstadt, wo er auch beigesetzt wurde. Von 1965 bis zu ihrem Tod 2021 war er mit seiner Frau Christel verheiratet. Aus der Ehe gingen zwei Söhne hervor, einer von ihnen, Julian Osswald, ist Oberbürgermeister von Freudenstadt und Mitglied der CDU.

## Politik
Osswald war 65 Jahre lang Mitglied der SPD. 34 Jahre gehörte er dem Stadtrat von Weil am Rhein an, ferner dem Ortschaftsrat von Haltingen und dem Kreistag von Lörrach. Ferner war er 36 Jahre lang stellvertretender Vorsitzender des Regionalverbands Hochrhein-Bodensee.
Von 1980 bis 1983 und noch einmal vom 6. Juni 1988 bis 1990 war er Abgeordneter im Deutschen Bundestag. In dieser Zeit engagierte er sich in mehreren Ausschüssen und unternahm dabei einige Auslandsreisen.